# The Kitchen
The Kitchen (bra: Rainhas do Crime; prt: The Kitchen - Rainhas do Crime) é um filme de thriller e ação de 2019 dirigido por Andrea Berloff e estrelado por Melissa McCarthy, Tiffany Haddish e Elisabeth Moss.

## Sinopse
Em 1978, uma máfia irlandesa controlava o bairro de Hell's Kitchen em Nova Iorque. Quando três gangsters chamados Rob, Kevin e Jimmy são presos pelo FBI um dia, suas três esposas (Kathy, Ruby, Claire) são deixadas sozinhas no bairro para tomar a máfia em suas próprias mãos e proteger seus filhos. Isso inclui brigas, assassinatos e expulsão inescrupulosa da competição. Eles fazem de tudo para proteger seus filhos e a vizinhança.

## Recepção
O filme foi mal recebido pelas críticas cinematográficas estadunidenses. Até agora o Rotten Tomatoes teve apenas 23% de críticas positivas dos críticos, o filme foi capaz de alcançar um resultado significativamente melhor com o público “normal”, onde foi de 69%.
Com um orçamento de produção de 38 milhões de dólares, o filme arrecadou apenas cerca de 15 980 032 dólares nos cinemas de todo o mundo, dos quais 12 180 032 dólares na América do Norte.